# Asharq Alawsat
Asharq Alawsat (arabiska: الشرق الاوسط, som betyder  "Mellanöstern")  är en arabisk internationell tidning med huvudkvarter i London. Som en pionjär för arabisk press utanför arabvärlden är den lätt igenkännbar med sina grönaktiga sidor.
New York Times kallade 2005 Asharq Alawsat "en av de äldsta och mest inflytelserika i regionen." Även om den publiceras i ett privat företags namn, Saudi Research & Marketing Group, grundades tidningen efter godkännande av den saudiska kungliga familjen och regeringsministrar, och den är känd för sitt stöd till den saudiska regeringen.
Tidningen startade i London 1978 och trycks för närvarande på 12 platser internationellt. Tidningen kallas ofta "den ledande arabiska dagliga tidningen," och kallar sig själv "den viktigaste pan-arabiska dagstidningen" eftersom tidigare uppskattningar av cirkulationen har placerat den först bland de pan-arabiska dagstidningarna utanför arabvärlden, en kategori som också omfattar dess viktigaste konkurrent Al-Hayat. Tillförlitliga uppskattningar finns endast från det tidiga 2000-talet, innan rivalen, Al-Hayat satsade på en massivt ökad cirkulation i Saudiarabien.
Asharq Alawsat täcker in händelseutvecklingen genom ett nätverk av byråer och korrespondenter i hela Arabvärlden, Europa, USA och Asien. Tidningen har också copyright-syndikering med Washington Post, Los Angeles Times, New York Times och Global Viewpoint, vilket tillåter dem att publicera arabiska översättningar av krönikörer som Thomas Friedman och David Ignatius.
Tidningen ägs av Salman bin Abdulaziz Al-Saud, en medlem av Saudiarabiens kungafamilj, huset Saud.